# Biep en Zwiep
Biep en Zwiep is een Vlaamse stripreeks over de twee kibbelende heksen Biep en Zwiep. Deze twee heksen zijn begin jaren 90 bedacht door Luc Morjaeu. In het begin schreef ook Jan Ruysbergh mee aan de reeks. De strip verscheen in de Jommekeskrant, een krant voor kinderen die wekelijks met Het Nieuwsblad wordt verspreid, en later in de vakantieboeken van Jommeke. Eind 1999 kwam het eerste Biep en Zwiepstripalbum uit. Na vijf albums werd de stripreeks stopgezet. De figuren zijn geïnspireerd op de heksen Haakneus en Steketand uit de stripreeks Jommeke.

## Personages
Biep en Zwiep zijn geen zussen maar vriendinnen. Ze kennen elkaar al sinds de middelbare heksenschool, mogelijk langer. De personages dan Biep en Zwiep hebben maar een kort optreden.
Biep
De slechte van de twee. Biep is lui, egoïstisch, gemeen en ondankbaar. Ze scheldt haar vriendin vaak uit en doet niks om haar te helpen. Ze is ook compleet ongeïnteresseerd in alles wat niet met eten en slapen te maken heeft. Ze kan waarschijnlijk nauwelijks toveren, gezien het feit dat ze Zwiep altijd alles laat toveren, en zeer slechte punten voor dat vak had vroeger. Ze draagt een heksenhoed en een soort van schort. Ze is ook erg dik. Haar favoriete scheldwoorden zijn kiemkneut, soepstengel en trut.
Zwiep
De "goede" heks van de twee. Zwiep is meestal de goede heks, ze verwijst zelfs naar zichzelf als een witte heks. Af en toe kan ze wat gemeen uit de hoek komen, maar meestal doet ze al het werk zonder mopperen. Zwiep kan maar middelmatig toveren, gezien het feit dat haar spreuken maar af en toe echt goed gaan en ze slechte punten had voor toveren vroeger. Ze is volledig in zwart gekleed, heeft blond haar, is zeer mager en ze heeft een hakenneus. Haar favoriete scheldwoord (ook al gebruikt ze het nauwelijks) is vetbol.

## Albums

### De Stripuitgeverij
1. Drakensoep en Knibbel Knabbel Knuisje (1999)
Drakensoep: Zwiep verandert Biep per ongeluk in een draak. Omdat ze niet wil stoppen met groeien gaat ze naar binnen om haar probleem te zoeken.
Knibbel Knabbel knuisje: Biep en Zwiep raken in de problemen omdat ze hun huishuur niet betaald hebben. De administratie van de heksenbond stuurt incasso de kraai op hen af en dat heeft gevolgen.
2. Toverdrab en Sodavlees en flapkaas (2000)
Toverdrab: Biep wil Zwiep opvrolijken en gebruikt straf toverspul om het huis schoon te maken. Ze springt echter niet goed om met de toverdrab en er verschijnen smikkels.
Sodavlees en flapkaas: Zwiep wil het huis verbouwen. Haar computerprogramma, dat een model moet tekenen slaat echter op hol en ze komen er in vast te zitten.
3. Biep & Zwiep breken door! (2001)
4. Heksentoeren (2001)
5. Numero vijf! (2002)

### Strip2000
1. Opgewarmde kost (2015)
2. Hokus pokus paks (2015)
3. Weinig om het lijf (2016)
4. Terug naar school (2016)

### Verwijzingen in andere reeksen
- In album Het pompoenenkasteel van Jommeke is iemand te zien die verkleed is als de heks Zwiep.
- In het Kiekeboe-album Vier door Derden staat een verhaal getekend door Luc Morjeau. Hierin duiken Biep en Zwiep even opnieuw op.